# Sambas de Enredo 2010
Sambas de Enredo 2010 é um álbum com as músicas das escolas de samba do Grupo Especial do Rio de Janeiro para o carnaval de 2010. Foi lançado oficialmente no dia 2 de dezembro de 2009, pela Universal Music em parceria com a Gravasamba. O disco foi gravado entre outubro e novembro de 2009, após as agremiações realizarem suas disputas de samba-enredo. Na primeira fase da produção, foram gravados na Cidade do Samba, ao vivo, algo que não ocorria desde o álbum de 1998, a bateria das escolas e o coro com a participação das comunidades. Na segunda fase, foram gravadas as bases de cavaco e violão no estúdio Cia. dos Técnicos, em Copacabana, no Rio. No mesmo local, foram gravadas as vozes dos intérpretes, encerrando a terceira fase, antes da mixagem e masterização. O álbum foi produzido por Laíla e Mário Jorge Bruno, com direção artística de Zacarias Siqueira de Oliveira, e arranjos musicais de Alceu Maia e Jorge Cardoso.
Campeão do carnaval de 2009, o Salgueiro estampou a capa do álbum e foi a faixa de abertura do disco com um samba sobre o hábito de ler. Vice-campeã de 2009, a Beija-Flor estampou a contracapa e apresentou um samba sobre os cinquenta anos de Brasília, na voz de Neguinho da Beija-Flor. O samba da Portela, que tem Diogo Nogueira entre os seus compositores, tem como tema a informática e a inclusão digital. A obra foi criticada por apresentar, no refrão principal, um merchandising da Positivo, marca que patrocinou o desfile. A canção da Vila Isabel, em homenagem à Noel Rosa, foi composta por Martinho da Vila, e adaptada de outra música sua, "Presença de Noel". Foi a décima vitória de Martinho em disputas na escola. Tendo como tema os desfiles e personalidades inesquecíveis do Sambódromo, a Grande Rio juntou dois sambas concorrentes. A obra teve assinatura de Arlindo Cruz, Carlos Senna, Emerson Dias, entre outros. Assim como a Portela, a Grande Rio também recebeu criticas por inserir um merchan de sua patrocinadora, a Brahma, no refrão de seu samba.
A obra da Mangueira homenageou a música brasileira e foi interpretada por três cantores, com alusivo gravado por Emílio Santiago. O samba da Imperatriz Leopoldinense, sobre a religiosidade brasileira, marcou o retorno do intérprete Dominguinhos do Estácio à escola. A canção da Viradouro, interpretada por Wander Pires, homenageou o México. Segredos e mistérios foram os temas da composição da Unidos da Tijuca; enquanto a moda foi o enredo do Porto da Pedra. O samba da Mocidade Independente aborda os paraísos idealizados pelo homem. A União da Ilha, campeã do Grupo de Acesso em 2009, fez a junção de dois sambas concorrentes. Entre os compositores da obra, sobre Dom Quixote, estão Arlindo Neto e o intérprete da escola, Ito Melodia.
O álbum recebeu criticas mistas. Foi elogiado o retorno das gravações ao vivo, mas a safra de sambas foi classificada como mediana. As obras de Imperatriz e Vila Isabel foram apontadas como as melhores do ano pela crítica especializada. No Desfile das Escolas de Samba, além de Vila e Imperatriz, Mangueira, Beija-Flor e Unidos da Tijuca também receberam nota máxima no quesito samba-enredo, desconsiderando as notas descartadas. O samba da Imperatriz foi o mais premiado do ano, recebendo quatro prêmios, incluindo o Estandarte de Ouro, considerado o "óscar do carnaval". O samba da Mangueira recebeu três prêmios. Do seu lançamento até o carnaval de 2010, o álbum esteve entre os mais vendidos do Brasil, chegando a ocupar a primeira posição do Top 20 Semanal da ABPD.

## Antecedentes

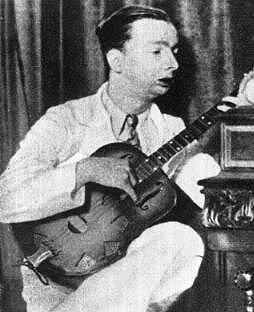
O cantor e compositor Noel Rosa foi escolhido como enredo da Vila Isabel.

Campeão do carnaval de 2009, o Salgueiro manteve o carnavalesco Renato Lage e escolheu como tema de seu enredo, os livros. Vice-campeã de 2009, a Beija-Flor manteve sua comissão de carnaval e anunciou uma homenagem aos cinquenta anos de Brasília, patrocinado pelo governo do Distrito Federal, mas causou polêmica ao não abordar os escândalos de corrupção no enredo. Terceira colocada, a Portela perdeu os carnavalescos Lane Santana e Jorge Caribé, que se desligaram da agremiação. Para substitui-los, montou uma nova dupla formada por Amauri Santos e Alex de Oliveira, que elaboraram um enredo sobre a informática e a inclusão digital. O desfile da escola teve patrocínio da Positivo Tecnologia. A Unidos de Vila Isabel manteve o carnavalesco Alex de Souza, que assume a escola sozinho após a parceria com Paulo Barros, que se transferiu para a Unidos da Tijuca. A agremiação escolheu homenagear o cantor e compositor Noel Rosa, morto em 1937. O sambista era conhecido como o "poeta da vila", pela sua ligação com o bairro de Vila Isabel, onde está sediada a escola de samba. O enredo foi assinado pelo carnavalesco Alex de Souza, pelo historiador Alex Varela e pelo compositor Martinho da Vila. A Grande Rio, quinta colocada em 2009, contratou Mestre Ciça e manteve o carnavalesco Cahê Rodrigues, que escolheu um enredo em homenagem aos desfiles e personagens mais marcantes do Sambódromo da Marquês de Sapucaí. A escola recebeu patrocínio da Cervejaria Brahma, gestora do Camarote N.º 1 da Sapucaí. Sexta colocada, a Estação Primeira de Mangueira elegeu o músico e compositor Ivo Meirelles como seu novo presidente e contratou Márcia Lage como sua nova carnavalesca, escolhendo como enredo a música brasileira. Após desentendimentos com a direção da escola, Márcia foi demitida em setembro de 2009, sendo substituída pelos carnavalescos Jaime Cezário e Jorge Caribé. A escola também contratou um novo casal de mestre-sala e porta-bandeira, Raphael e Marcella Alves, e os intérpretes Zé Paulo Sierra e Rixxah, para formar com Luizito um trio de cantores, apelidado de "os três tenores da Mangueira".
Após o sétimo lugar de 2009, a Imperatriz Leopoldinense e a carnavalesca Rosa Magalhães romperam a parceria de dezoito anos. A escola contratou o carnavalesco Max Lopes, que retornou a agremiação após 20 anos, e anunciou um enredo sobre a religiosidade brasileira e o sincretismo religioso. Após a saída de Paulinho Mocidade, a Imperatriz também contratou o intérprete Dominguinhos do Estácio. Oitava colocada em 2009, a Unidos do Viradouro demitiu o carnavalesco Milton Cunha. Para substituí-lo, contratou o carnavalesco Edson Pereira e efetivou ao posto o diretor de carnaval Junior Schall, escolhendo um enredo sobre o México. A escola também trocou de intérprete, dispensando David do Pandeiro e contratando Wander Pires, demitido pela Mocidade. Nona colocada, a Unidos da Tijuca recontratou o carnavalesco Paulo Barros, lançado pela escola no Grupo Especial, e escolheu como enredo os segredos da humanidade. Após o décimo lugar no carnaval anterior, a Unidos do Porto da Pedra demitiu Max Lopes e contratou o carnavalesco Paulo Menezes, que estava na Renascer de Jacarepaguá, anunciando um enredo sobre a história das roupas. Penúltima colocada no carnaval de 2009, a Mocidade Independente de Padre Miguel, contratou o carnavalesco Cid Carvalho, que desenvolveu um enredo sobre os paraísos históricos e os idealizados pelo homem. A escola demitiu o intérprete Wander Pires e contratou David do Pandeiro, que estava na Viradouro. A poucos dias do desfile, Nêgo é contratado para formar dupla com David. Campeã do Grupo A de 2009, a União da Ilha do Governador retornou ao Grupo Especial após oito anos no acesso. A escola contratou a carnavalesca Rosa Magalhães, dispensada da Imperatriz, que desenvolveu um enredo sobre Dom Quixote de La Mancha e os sonhos impossíveis, incluindo o da própria escola de permanecer na primeira divisão do carnaval carioca.

## Escolha dos sambas

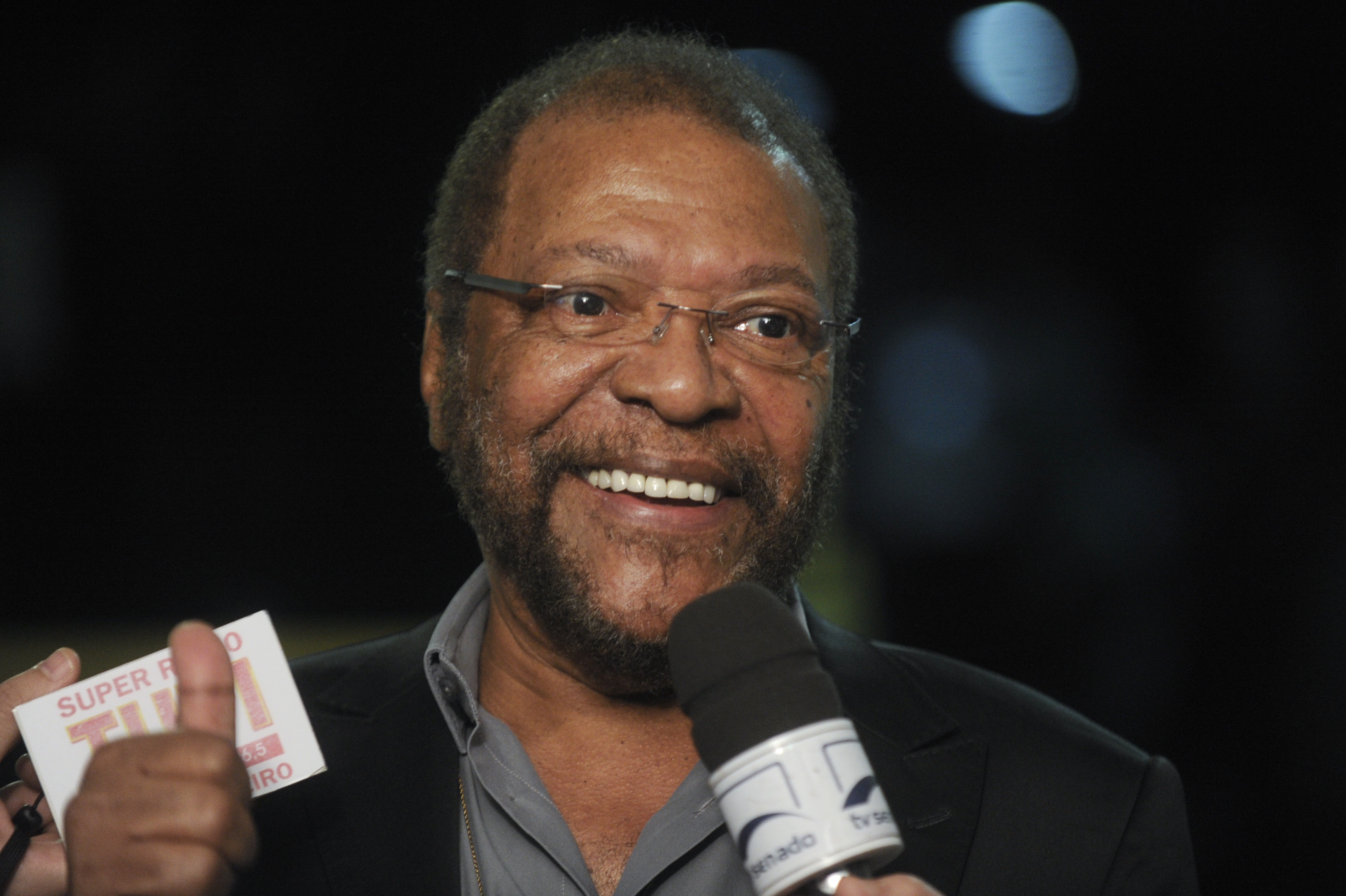
Martinho da Vila é o compositor do samba da Vila Isabel pela décima vez.

A Unidos de Vila Isabel foi a primeira escola a definir seu samba-enredo para o carnaval de 2010. Apontado como favorito pela imprensa e por torcedores, o samba composto por Martinho da Vila, sozinho, foi escolhido vencedor. A escola cogitou não realizar disputa e encomendar o samba diretamente à Martinho, mas desistiu da ideia. A final ocorreu na quadra da agremiação, na madrugada do domingo, dia 4 de outubro de 2009, e foi acompanhada por cerca de cinco mil pessoas. Essa foi a décima vitória de Martinho em disputas da escola. Desde 1993, o compositor não assinava uma obra para a Vila Isabel.
"É uma emoção enorme, porque levar um samba para a Avenida, no maior espetáculo da Terra, é algo indescritível. Fiz um samba-enredo de verdade. E é melhor ainda por ser uma homenagem a um gênio como Noel Rosa."
—Martinho da Vila, sobre sua décima vitória na Unidos de Vila Isabel.
Campeão de 2009, o Salgueiro foi a segunda agremiação a escolher o samba para o carnaval do ano seguinte. A final da disputa foi realizada na madrugada do domingo, dia 11 de outubro de 2009, e reuniu cerca de oito mil pessoas na quadra da escola. O samba da parceria de Josemar Manfredini, Brasil do Quintal, Jassa, Betinho do Ponto e Fernando Magarça, confirmou o favoritismo e foi escolhido vencedor. A Unidos do Porto da Pedra foi a terceira escola a definir seu samba. A final da disputa foi realizada na madrugada da segunda-feira, dia 12 de outubro de 2009, e acompanhada por cerca de cinco mil pessoas em sua quadra. O samba da parceria de Bira, Porkinho e Heitor Costa foi escolhido vencedor. Foi a terceira vitória de Porkinho na Porto da Pedra.

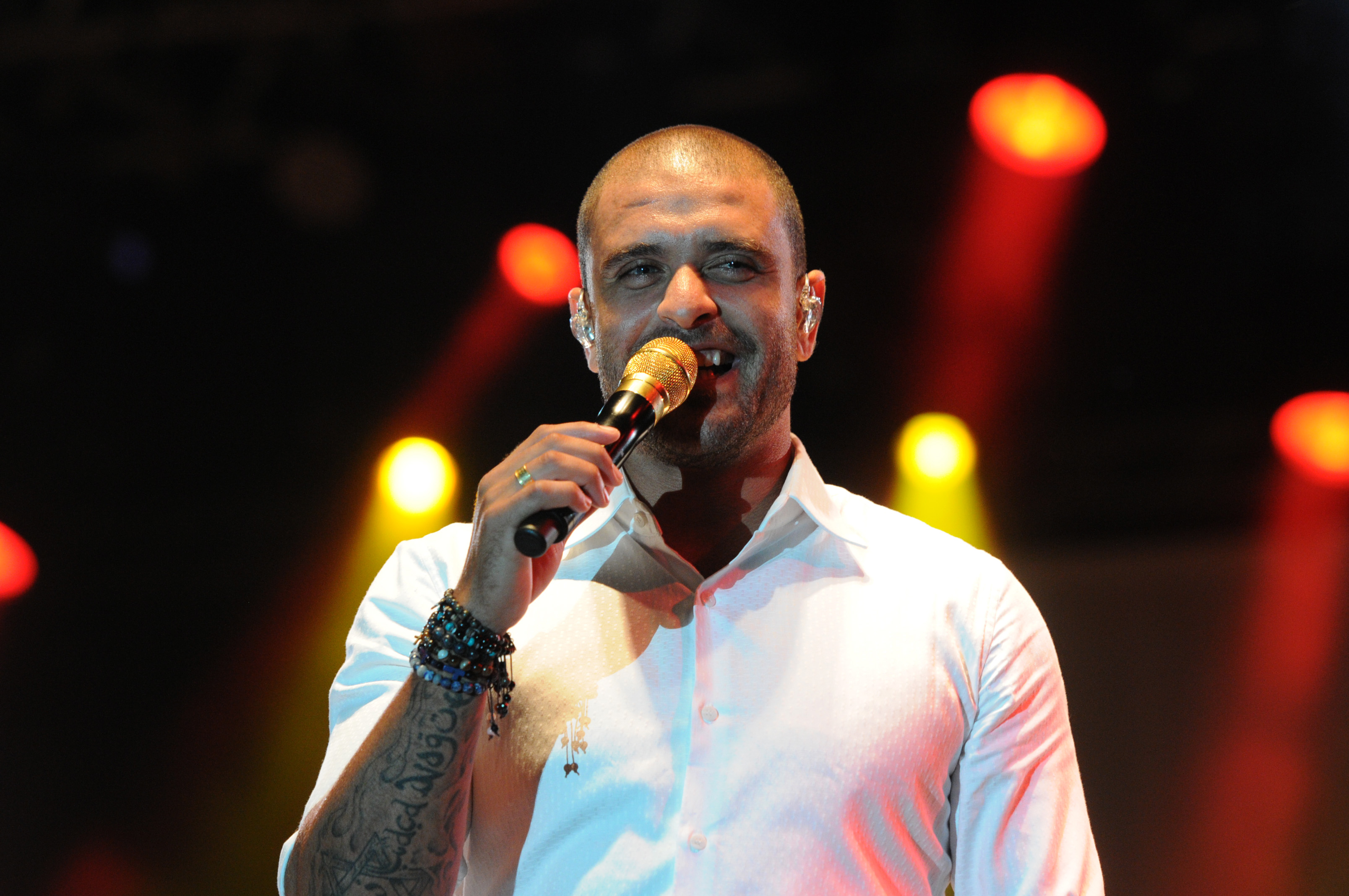
Diogo Nogueira venceu a disputa da Portela pela quarta vez consecutiva.

A Portela realizou a final de sua disputa na madrugada do sábado, dia 17 de outubro de 2009. Cerca de dez mil pessoas passaram pela quadra da agremiação. O samba da parceria de Ciraninho, Rafael dos Santos, Diogo Nogueira, Naldo e Junior Scafura foi escolhido vencedor. Foi a quarta vitória consecutiva de Ciraninho e Diogo na Portela.
"Essa escola é maravilhosa. A emoção de ganhar pela quarta vez é inexplicável. Esse ano a disputa foi muito difícil, foi uma das vitórias mais apertadas que tivemos."
—Diogo Nogueira, sobre sua quarta vitória consecutiva na Portela.

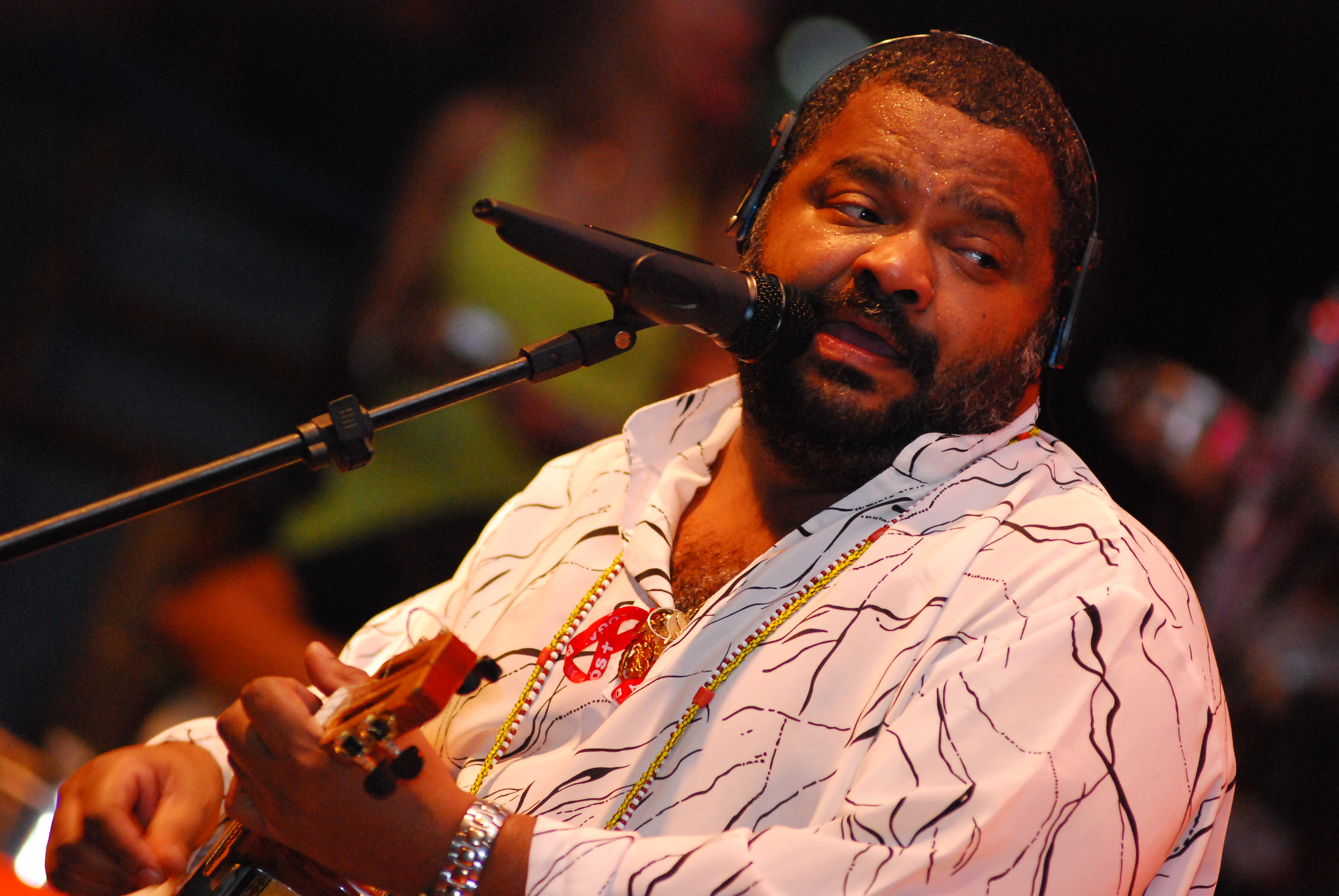
Arlindo Cruz é um dos compositores do samba da Grande Rio.

Quatro escolas realizaram suas finais de samba-enredo na madrugada do domingo, dia 18 de outubro de 2009. Na Mangueira, o samba vencedor foi da parceria de Renan Brandão, Machado, Paulinho Bandolim e Rodrigo Carioca. Todos venceram pela primeira vez na agremiação. O samba foi escolhido pelo presidente da escola, Ivo Meirelles, e causou surpresa por derrotar as parcerias favoritas, de Gusttavo Clarão e de Hélio Turco. A Grande Rio optou pela junção dos sambas das parcerias de Arlindo Cruz e de Barbeirinho. Favorito a vencer a disputa, o samba de Arlindo teve uma pequena parte aproveitada, enquanto a maior parte da obra de Barbeirinho foi utilizada. Com isso, o samba final passou a ser assinado por Barbeirinho, Mingau, G. Marins, Arlindo Cruz, Emerson Dias, Levi Dutra, Carlos Senna, Chico da Vila, Da Lua, Isaac, Rafael Ribeiro e Juarez Pantoja. A Viradouro escolheu como vencedor o samba da parceria de Floriano do Carangueijo, Gustavo Marbella e Sacadura Cabral. Quase às sete horas da manhã do domingo, a Unidos da Tijuca anunciou a vitória da obra de Júlio Alves, Marcelinho Calil e Totonho. Foi a quarta vitória de Júlio na escola; e a terceira de Totonho.

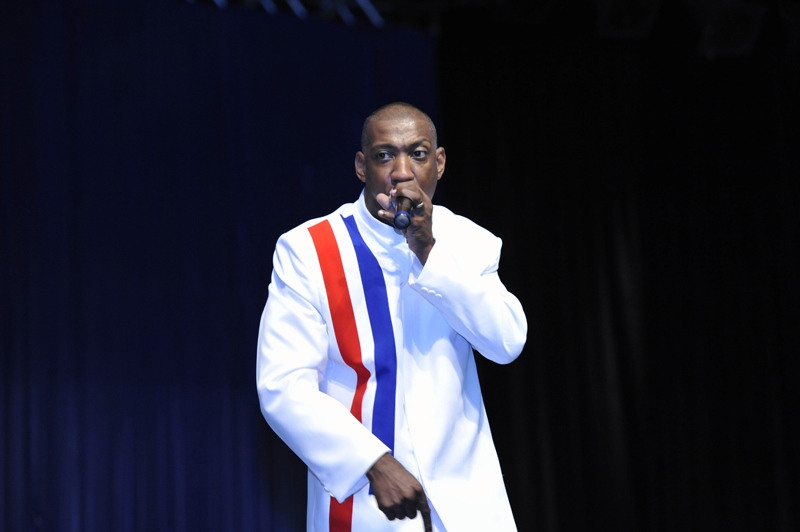
Ito Melodia é um dos compositores do samba da União da Ilha.

A União da Ilha do Governador escolheu seu samba na madrugada da segunda-feira, dia 19 de outubro de 2009 e, assim como a Grande Rio, optou por juntar dois sambas concorrentes. Por volta das duas horas da madrugada, o presidente da agremiação, Ney Filardi, anunciou a junção do samba da parceria de Arlindo Neto com o samba da parceria de Ito Melodia (intérprete oficial da escola). Da obra da parceria de Arlindo, foi utilizado o final da segunda estrofe, o refrão principal e a primeira estrofe; enquanto da obra da parceria de Ito, foi utilizado o refrão do meio e o início da segunda estrofe. Com isso, o samba final passou a ser assinado por Grassano, Gabriel Fraga, Márcio André Filho, João Bosco, Arlindo Neto, Gugu das Candongas, Marquinhus do Banjo, Barbosão, Ito Melodia e Léo da Ilha. Compositor mais jovem da escola, com dezessete anos, Arlindo Neto venceu sua primeira disputa de samba-enredo. Seu pai, Arlindo Cruz, acompanhou a final. Cerca de sete mil pessoas passaram pela quadra da escola.
"Um tinha um refrão forte e uma primeira parte sensacional. O outro tinha um belo refrão do meio e uma segunda parte boa. Não podia desperdiçar nenhum dos dois."
—Ney Filardi, presidente da União da Ilha, explicando a opção pela junção de dois sambas concorrentes.

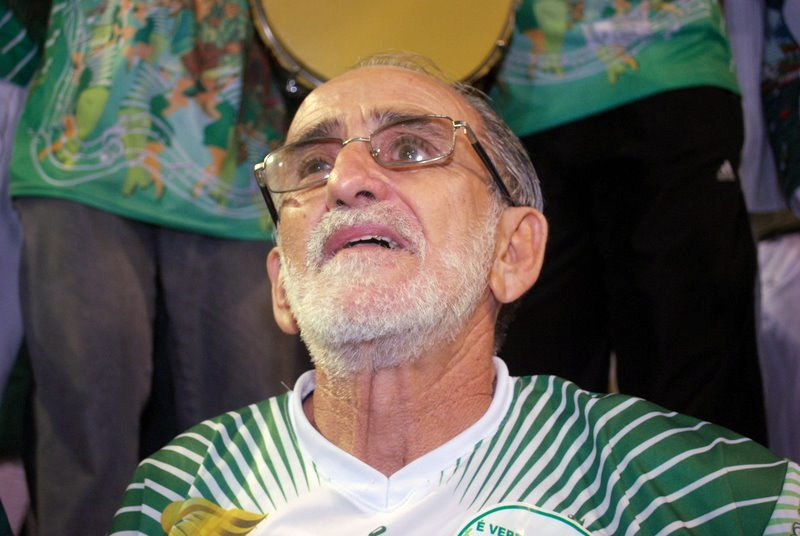
O compositor Guga venceu sua 15.ª disputa de samba na Imperatriz.

Na mesma data, a Mocidade Independente de Padre Miguel fez a final de sua disputa. Perto de cinco horas da manhã, o presidente da escola, Paulo Vianna, anunciou a vitória do samba de J. Giovanni, Zé Glória e Hugo Reis. A Imperatriz Leopoldinense escolheu seu hino na madrugada da terça-feira, dia 19 de outubro de 2009. Favorito, o samba da parceria de Guga, Jeferson Lima, Flavinho, Gil Branco e Me Leva foi anunciado vencedor da disputa por volta das duas horas da madrugada. Essa foi a 15.ª vitória de Guga na Imperatriz, confirmando o compositor como um dos maiores vencedores de disputas de samba-enredo da história do carnaval carioca.

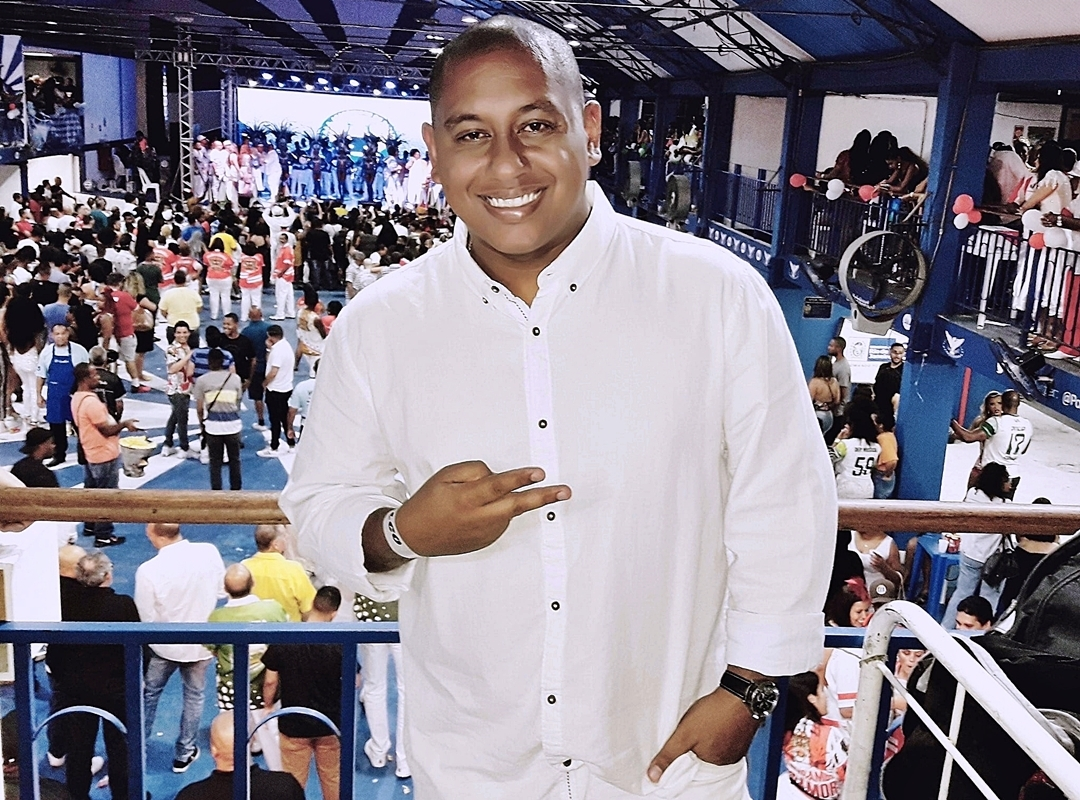
Samir Trindade assinou seu primeiro samba no carnaval.

"Há quatro anos eu chegava na final e não ganhava. Esse ano conseguimos fazer um bom samba e chegamos à vitória. Nunca aconteceu da escola abraçar com tanto carinho um samba durante a disputa."
—O compositor Guga, sobre sua 15.ª vitória na Imperatriz.
Na mesma noite, encerrando as disputas de samba do Grupo Especial, a Beija-Flor escolheu seu samba para 2010. Assim como na Imperatriz, venceu a obra apontada como favorita desde o início da disputa. Perto das três horas da madrugada foi anunciada a vitória da parceria de Serginho Sumaré, Picolé da Beija-Flor, Samir Trindade, Serginho Aguiar, Dílson Marimba e André do Cavaco. Serginho Sumaré venceu pela terceira vez na escola. Picolé venceu pela segunda vez, sendo que a primeira foi há 29 anos, em 1981.

## Gravação

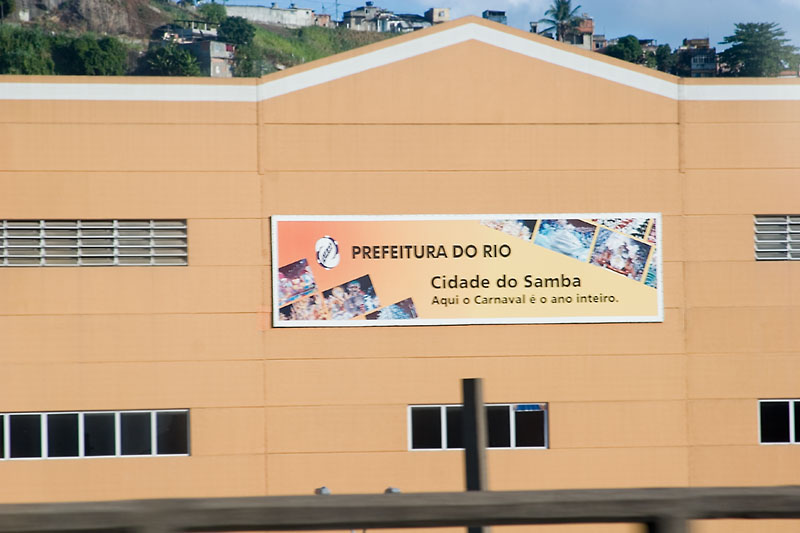
Cidade do Samba, onde foi gravado, ao vivo, parte do álbum.

Enquanto as escolas escolhiam seus sambas, Zacarias Siqueira de Oliveira, diretor artístico do álbum, anunciou que ele seria gravado ao vivo, na Cidade do Samba Joãosinho Trinta, com o acompanhamento dos intérpretes, ritmistas e componentes de cada agremiação. Desde o disco de 1998, as gravações não eram realizadas ao vivo. A gravação do álbum foi dividida em três fases: gravação da bateria e do coro da comunidade, ao vivo, na Cidade do Samba; gravação de cavaco e violão no estúdio; e gravação de voz dos intérpretes no estúdio.
"Nossa intenção é de que o público aprenda os sambas de uma forma bem próxima de como serão cantados nos ensaios técnicos da Sapucaí e nos desfile oficiais."
—Zacarias Siqueira, sobre a gravação do álbum.
As gravações na Cidade do Samba começaram na terça-feira, dia 20 de outubro de 2009, com Salgueiro, Porto da Pedra e Portela. Na quarta-feira, dia 21, foi a vez de Grande Rio, Viradouro e Unidos da Tijuca gravarem suas obras. Mocidade, União da Ilha e Mangueira gravaram na quinta-feira, dia 22. Vila Isabel, Imperatriz e Beija-Flor encerraram os trabalhos na sexta-feira, dia 23. Nessa primeira fase, de gravações ao vivo, cada escola levou cerca de cinquenta ritmistas e cem componentes da comunidade para fazer um coral. No sábado, dia 23, foram gravadas as bases de cavaco e violão. E a partir da segunda-feira, dia 25, os intérpretes oficiais das escolas começaram a gravar os sambas no Cia. dos Técnicos, em Copacabana. O álbum foi produzido por Laíla e Mário Jorge Bruno, com direção artística de Zacarias Siqueira de Oliveira, e arranjos musicais de Alceu Maia e Jorge Cardoso.

## Lançamento edesignvisual

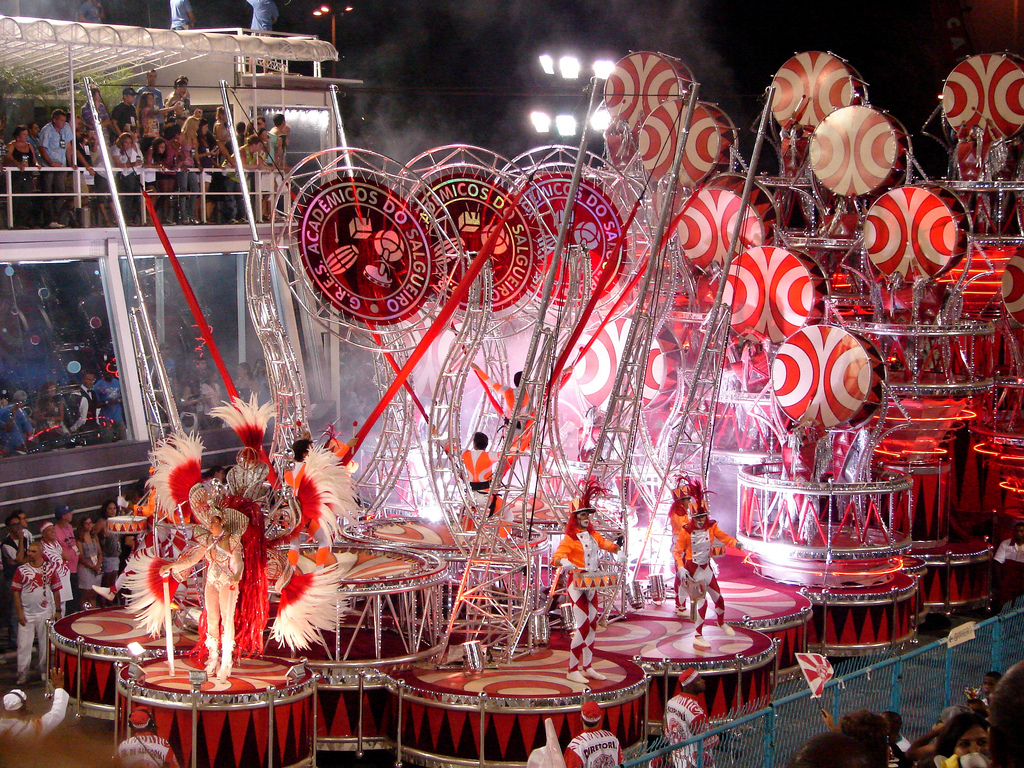
Abre-alas do Salgueiro em 2009. Alegoria estampou a capa do álbum.

O álbum foi lançado oficialmente no dia 2 de dezembro de 2009, reconhecido como Dia Nacional do Samba. No mesmo dia, a Liga Independente das Escolas de Samba (LIESA) promoveu uma festa para convidados na Cidade do Samba, para apresentação do álbum. As doze agremiações se apresentaram com seus intérpretes e casais de mestre-sala e porta-bandeira, acompanhadas pela Bateria Furiosa, do Salgueiro, sob comando de Mestre Marcão. Na ocasião, foram homenageados o prefeito do Rio de Janeiro, Eduardo Paes, representado pelo secretário especial de Turismo do Rio, Antonio Pedro Figueira de Melo; o produtor televisivo Boni; o deputado e secretário municipal de Esporte e Lazer, Chiquinho da Mangueira; e o presidente da Associação das Velhas Guardas das Escolas de Samba do Rio, Ed Miranda. A apresentação da festa ficou a cargo de Jorge Perlingeiro.

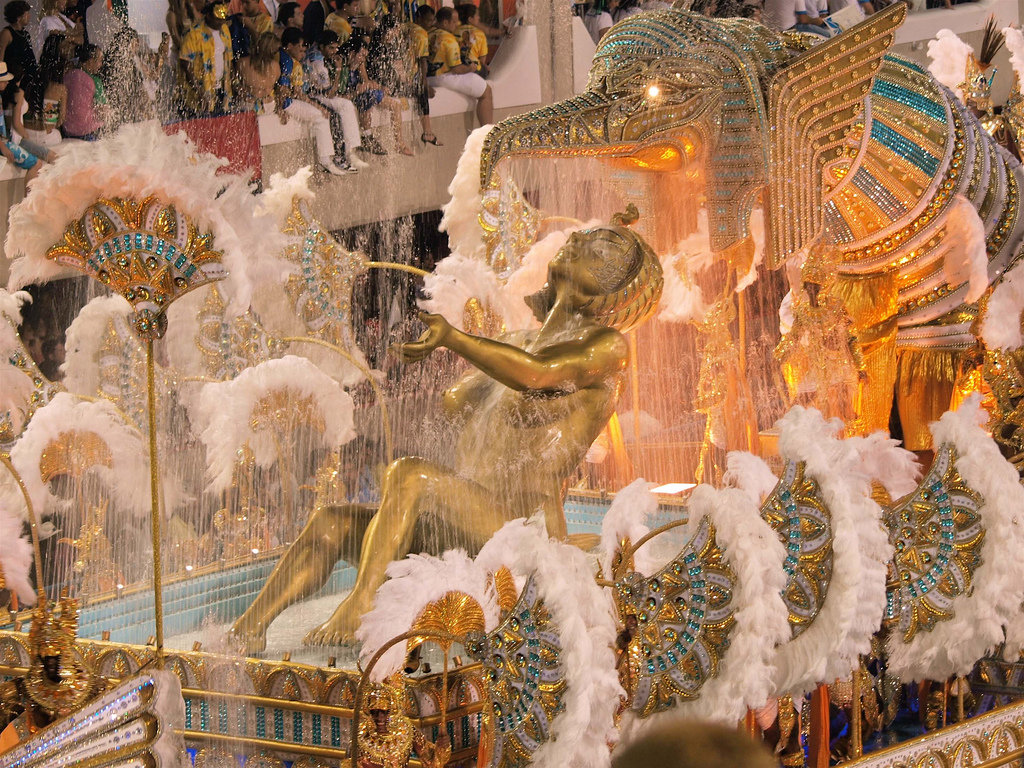
Abre-alas da Beija-Flor em 2009. Alegoria estampou a contracapa.

Tradicionalmente, a capa do álbum e seu design visual remetem à escola campeã do carnaval anterior, enquanto a contracapa remete à vice-campeã. Na capa de Sambas de Enredo 2010 foi utilizada uma imagem do fotógrafo Henrique Matos com o carro abre-alas do Salgueiro no carnaval de 2009, intitulado "Tambores da Academia". À frente da alegoria, aparece parte da ala "Maculelê". Além do título do álbum, a capa contém as inscrições "ao vivo" e "Salgueiro Campeão". As inscrições são nas cores do Salgueiro, vermelho e branco. Fabio Oliveira foi o responsável pela arte da capa. O CD também é vermelho, remetendo ao Salgueiro. O encarte contém as letras dos sambas com as bandeiras de cada escola.
Na contracapa do álbum foi utilizada uma imagem, também do fotógrafo Henrique Matos, com o carro abre-alas de 2009 da Beija-Flor, intitulado "Egito Antigo - O Despertar do Hábito de se Banhar". É apresentada a inscrição "Beija-Flor vice-campeã" e o nome das escolas que compõem o álbum, com letras e detalhes nas cores branco e azul. Fabiano Feroli e Alberto Vilar foram os responsáveis pelo projeto gráfico.

## Faixas
Tradicionalmente a lista de faixas segue a ordem de classificação do carnaval anterior. A primeira faixa é do campeão de 2009, Salgueiro; a segunda é da vice-campeã, Beija-Flor; e assim por diante. A última faixa é da escola que ascendeu do grupo de acesso, no caso, a União da Ilha do Governador, campeã do Grupo A de 2009 e promovida ao Grupo Especial de 2010.
| N.º            | Título                                                                                                   | Compositor(es) | Intérpretes e participações                                | Duração |  |
| 1.             | "Histórias sem Fim" (Salgueiro)                                                                          | Josemar Manfredini, Brasil do Quintal, Jassa, Betinho do Ponto e Fernando Magarça                                                                   | Quinho                                                     | 5:44    |  |
| 2.             | "Brilhante ao Sol do Novo Mundo, Brasília do Sonho à Realidade, a Capital da Esperança" (Beija-Flor)     | Picolé da Beija Flor, Serginho Sumaré, Samir Trindade, Serginho Aguiar, Dilson Marimba e André do Cavaco                                            | Neguinho da Beija-Flor                                     | 7:09    |  |
| 3.             | "Derrubando Fronteiras, Conquistando a Liberdade... Rio de Paz em Estado de Graça!" (Portela)            | Ciraninho, Rafael dos Santos, Diogo Nogueira, Naldo e Junior Escafura                                                                               | Gilsinho                                                   | 5:37    |  |
| 4.             | "Noel: A Presença do Poeta da Vila" (Vila Isabel)                                                        | Martinho da Vila | Tinga (Locução: Martinho da Vila)                          | 4:34    |  |
| 5.             | "Das Arquibancadas ao Camarote Nº 1. Um "Grande Rio" de Emoção na Apoteose do Seu Coração!" (Grande Rio) | Barbeirinho, Mingau, G. Marins, Arlindo Cruz, Emerson Dias, Levi Dutra, Carlos Senna, Chico da Vila, Da Lua, Isaac, Rafael Ribeiro e Juarez Pantoja | Wantuir                                                    | 6:00    |  |
| 6.             | "Mangueira É Música do Brasil" (Mangueira)                                                               | Renan Brandão, Machado, Paulinho Bandolim e Rodrigo Carioca                                                                                         | Luizito, Rixxah e Zé Paulo Sierra (Part.: Emílio Santiago) | 6:12    |  |
| 7.             | "Brasil de Todos os Deuses" (Imperatriz)                                                                 | Jeferson Lima, Flavinho, Gil Branco, Me Leva e Guga                                                                                                 | Dominguinhos do Estácio                                    | 5:56    |  |
| 8.             | "México, o Paraíso das Cores, sob o Signo do Sol" (Viradouro)                                            | Floriano do Carangueijo, Gustavo Marbella e Sacadura Cabral                                                                                         | Wander Pires                                               | 6:38    |  |
| 9.             | "É Segredo!" (Unidos da Tijuca)                                                                          | Julio Alves, Totonho e Marcelinho Calil | Bruno Ribas                                                | 5:36    |  |
| 10.            | "Com que Roupa... Eu Vou? Pro Samba que Você Me Convidou" (Porto da Pedra)                               | Bira, Porkinho e Heitor Costa | Luizinho Andanças                                          | 5:18    |  |
| 11.            | "Do Paraíso de Deus ao Paraíso da Loucura, Cada Um Sabe o que Procura" (Mocidade Independente)           | J. Giovanni, Zé Glória e Hugo Reis | David do Pandeiro                                          | 4:57    |  |
| 12.            | "Dom Quixote de La Mancha, o Cavaleiro dos Sonhos Impossíveis" (União da Ilha)                           | Grassano, Gabriel Fraga, Márcio André Filho, João Bosco, Arlindo Neto, Gugu das Candongas, Marquinhus do Banjo, Barbosão, Ito Melodia e Léo da Ilha | Ito Melodia                                                | 5:02    |  |
| Duração total: | Duração total:                                                                                           | Duração total: | Duração total:                                             | 1:09:16 |  |

## Conteúdo musical
- 1. "Histórias sem Fim" (Salgueiro)

A faixa de abertura do álbum é do Salgueiro, campeão do carnaval de 2009. O disco abre com Quinho cantando o refrão principal do samba, sem percussão, apenas com batidas produzidas pelos ritmistas e pelas palmas do coro da comunidade. Após o intérprete soltar o grito de guerra, bateria e percussão entram completas, acompanhadas pelo coro. O samba aborda o hábito de ler e faz referência à gêneros da literatura e à bíblia ("o livro sagrado da vida"), tendo como ponto forte o seu refrão principal ("Uma história de amor / Sem ponto final / Academia do Samba é Salgueiro / No livro do meu carnaval"). A faixa termina com o refrão principal repetido quatro vezes e acompanhado com palmas pelo coro da comunidade salgueirense.
- 2. "Brilhante ao Sol do Novo Mundo, Brasília do Sonho à Realidade, a Capital da Esperança" (Beija-Flor)

A faixa da Beija-Flor é a de maior duração do álbum, com pouco mais de sete minutos. A faixa abre com uma versão em samba dos primeiros acordes da ópera Il Guarany, de Carlos Gomes, tema de abertura do noticiário radiofônico A Voz do Brasil; seguida pelo grito de guerra do intérprete Neguinho da Beija-Flor. A canção tem como tema Brasília, e aborda desde a lenda do Lago Paranoá até a construção da capital federal do Brasil. Também faz referência à Juscelino Kubitschek ("A flor desabrochou nas mãos de JK"); Oscar Niemeyer ("Vem ver... A arte do mestre num traço um poema"); e aos candangos, migrantes que trabalharam na construção da capital ("Sou candango, calango e Beija-Flor!").
- 3. "Derrubando Fronteiras, Conquistando a Liberdade... Rio de Paz em Estado de Graça!" (Portela)

A faixa da Portela é interpretada por Gilsinho. A canção aborda a informática e a inclusão digital, inserindo um merchandising do patrocinador do desfile, a Positivo Tecnologia, no verso "Faz da criança um cidadão / Positivo pra nação". A faixa é finalizada com o coro da comunidade gritando "Ah! Eu sou Portela!".
- 4. "Noel: A Presença do Poeta da Vila" (Vila Isabel)

Apesar de ter a letra mais extensa, o samba da Vila Isabel é o mais rápido do álbum, com quatro minutos e meio de duração. A faixa começa com o coro da comunidade saudando a bateria da escola (Swingueira de Noel), enquanto o intérprete Tinga solta seu grito de guerra. Após essa introdução, o compositor do samba, Martinho da Vila, apresenta a escola e o enredo e declara que o homenageado, Noel Rosa, "vai baixar na avenida". A primeira parte do samba é uma adaptação da canção "Presença de Noel", também de Martinho, em parceria com Gracia do Salgueiro. O samba da Vila difere dos demais quanto à estrutura musical. Enquanto os outros sambas apostam em dois refrões de quatro a cinco versos, o samba de Martinho apresenta um refrão central maior, com seis versos, e um refrão principal de apenas um verso.
- 5. "Das Arquibancadas ao Camarote Nº 1. Um "Grande Rio" de Emoção na Apoteose do Seu Coração!" (Grande Rio)

A faixa da Grande Rio é interpretada por Wantuir. A canção aborda os desfiles que fizeram história no Sambódromo da Marquês de Sapucaí e homenageia personalidades como Joãosinho Trinta ("Quero mais que nota trinta pro talento do João"), Jamelão ("saudade da linda voz que se calou, eu sou cantor! / Eu sou cantor! / No seu protesto, nunca foi um puxador..."), e o gari Renato Sorriso ("E o sambista com sorriso divinal"). No refrão principal, o samba cita o Camarote N.º 1, da Brahma, patrocinadora do desfile; além de fazer menção ao slogan da marca ("Grande Rio, eu sou guerreiro / Sou brasileiro e faço meu ziriguidum / Vibra arquibancada, explode / O camarote número um").
- 6. "Mangueira É Música do Brasil" (Mangueira)

A faixa da Mangueira é aberta por Emílio Santiago cantando um trecho da música "Bem Simples", do grupo Roupa Nova. Após uma saudação do coro da comunidade à bateria da Mangueira, os três intérpretes da escola declamam a saudação "minha Mangueira!", sendo seguidos pela inserção de um áudio de Jamelão, declamando a mesma saudação. O trecho com a voz de Jamelão, morto em 2007, foi retirado da gravação do samba mangueirense de 2003. Luizito, Rixxah e Zé Paulo Sierra, se dividem na condução do samba, cada um cantando um trecho. A canção tem como tema a música brasileira e faz menção a diversos sucessos da MPB. A faixa é encerrada com o mesmo áudio de Jamelão utilizado no início.
- 7. "Brasil de Todos os Deuses" (Imperatriz)

A faixa da Imperatriz é interpretada por Dominguinhos do Estácio. A canção aborda a religiosidade brasileira, com referências aos rituais de adoração indígena, ao Cristianismo, e às religiões afro-brasileiras.
- 8. "México, o Paraíso das Cores, sob o Signo do Sol" (Viradouro)

A faixa da Viradouro é interpretada por Wander Pires. A canção começa com o grito de guerra de Wander enquanto, ao fundo, a bateria toca uma versão em samba da música "Está Chegando a Hora", versão brasileira da canção mexicana "Cielito Lindo". O samba da Viradouro homenageia o México e faz referência à símbolos do país, como a tequila, o sombrero, o Dia dos Mortos, o forte tempero da culinária e os murais de Diego Rivera.
- 9. "É Segredo!" (Unidos da Tijuca)

A nona faixa, da Unidos da Tijuca, é interpretada por Bruno Ribas. O samba aborda temas como segredos e mistérios. A primeira estrofe do samba tem nove versos, seguida pelo refrão do meio, com quatro versos bisados. A segunda estrofe tem doze versos, seguidos pelo refrão principal, com quatro versos bisados.
- 10. "Com que Roupa... Eu Vou? Pro Samba que Você Me Convidou" (Porto da Pedra)

A faixa do Porto da Pedra é interpretada por Luizinho Andanças. A canção tem como tema as roupas. O refrão principal, assim como o título da obra, faz referência à música "Com que Roupa?", de Noel Rosa.
- 11. "Do Paraíso de Deus ao Paraíso da Loucura, Cada Um Sabe o que Procura" (Mocidade)

A faixa da Mocidade Independente é interpretada por David do Pandeiro. O samba tem como tema os paraísos históricos e os idealizados pelo homem. O refrão principal faz referência ao paraíso do carnaval.
- 12. "Dom Quixote de La Mancha, o Cavaleiro dos Sonhos Impossíveis" (União da Ilha)

A última faixa do álbum é da União da Ilha. A faixa começa com um instrumental de música flamenca, enquanto o intérprete Ito Melodia faz seu grito de guerra. A canção resume a história de Dom Quixote de La Mancha, e cita outros personagens como Sancho Pança, Dulcinéia e o cavalo Rocinante. O início do samba festeja o retorno da escola ao grupo de elite ("Voltou a Ilha / Delira o povo de alegria"). O refrão principal faz referência ao "sonho impossível" da escola de permanecer no Grupo Especial ("A Ilha vem cantar / Mais um sonho impossível... Sonhar!"). A faixa é finalizada com o coro da comunidade saudando o retorno da Ilha com o grito "ôôô a União voltou", enquanto a bateria executa bossas em ritmo de funk.

## Crítica profissional
| Críticas profissionais | Críticas profissionais |
| Avaliações da crítica  | Avaliações da crítica  |
| Fonte                  | Avaliação              |
| ---------------------- | ---------------------- |
| O Globo                | [ 15 ]                 |

João Pimentel, do jornal O Globo, classificou a safra de sambas como mediana, argumentando que nenhuma obra se destacou no álbum. Segundo o jornalista, o samba do Salgueiro "traduziu bem o enredo"; a Beija-Flor "conseguiu um ótimo resultado, apoiado em uma boa melodia"; a Mangueira "apostou na simplicidade e deve emocionar"; o samba da Tijuca tem "uma boa melodia e um refrão bacana"; a Imperatriz tem "um enredo que deve se ajustar às características da tradicional escola de Ramos"; e a Vila Isabel "tenta, acertadamente, transitar entre o samba melodioso e poético com uma pegada mais acelerada, como mandam os tempos atuais". Entre os sambas razoáveis foram apontados o da Portela, com "uma boa melodia, mas uma letra não muito criativa"; da União da Ilha ("não convence muito"); da Mocidade ("a música também não ajuda muito"); do Porto da Pedra ("tenta ser engraçado, mas sem conteúdo"); e da Grande Rio ("se salva por pouco"). O samba da Viradouro foi apontado como o pior.
Leonardo Bruno, do jornal Extra, destacou os sambas de Vila Isabel ("bela letra, melodia rica") e Imperatriz ("melodia linda, letra emocionante"); e também destacou o desempenho do intérprete Dominguinhos do Estácio ("em ótima forma"). Também foram elogiados os sambas da União da Ilha ("contagiante", "melodia gostosa e uma letra que conta bem a história de Dom Quixote") e Mangueira ("simples na descrição do enredo e com melodia fácil"), mas pontuou que a gravação da escola foi prejudicada pela divisão dos três intérpretes ("cada um cantando um pedaço da letra, como se fosse um jogral"). Para o jornalista, a Mocidade tem "um samba animado com letra valente"; o samba da Beija-Flor tem "letra longa" e "bons refrões"; da Grande Rio tem uma "letra que descreve bem o enredo"; da Portela tem "uma melodia gostosa, mas a letra sofre com um enredo difícil de ser contado"; da Tijuca tem "melodia simples, com algumas passagens interessantes", mas "uma letra que esconde o tema". Entre os destaques negativos, foram apontados o samba da Viradouro, que "passou em branco no disco, com uma melodia reta"; do Salgueiro com "letra pobre e superficial"; e do Porto da Pedra com "letra e melodia muito ruins".
Os editores do site especializado Sambario elogiaram a volta das gravações ao vivo, mas fizeram ponderações. Para Marco Maciel, as baterias tiveram o som abafado pelo "forte coral" e os instrumentos de corda ficaram "praticamente ausentes na audição". João Marcos criticou o ritmo acelerado das gravações. Para Luiz Carlos Rosa, "a sonoridade dos instrumentos de corda é quase nulo". Bruno Guedes classificou o coral como "alto e exagerado". Sobre a safra, foram destacados os sambas de Vila Isabel e Imperatriz. Para Marco Maciel, o samba da Vila tem "requinte na melodia", com "poesia direta e, ao mesmo tempo, encantadora"; enquanto Imperatriz "impressionou pela força de seu refrão principal" e "pelo clamor de sua melodia, que alterna lirismo e valentia". Além de Vila e Imperatriz, Cláudio Carvalho elogiou os sambas da Beija-Flor ("melodia em tom predominantemente menor e letra bem elaborada, embora um tanto quanto grande") e da União da Ilha ("letra simples e emocionante, combinada com melodia redondinha"). Para João Marcos o samba da Mangueira tem bons refrões e melodia interessante; o da Mocidade "é uma marcha assumidíssima"; enquanto o do Salgueiro "se não é uma obra-prima, é simpática e uma audição divertida" com destaque para o refrão principal classificado como "um arrasa-quarteirão daqueles que a escola não tinha há muito tempo". Para Luiz Carlos Rosa, o samba da Portela tem um bom refrão principal e uma melodia agradável "com bons momentos no final da segunda parte"; e o samba da Unidos da Tijuca "tem refrões razoáveis e uma melodia que não compromete". Marco Maciel apontou que o samba da Viradouro tem "melodia complexa e bem variada, aliada a uma letra extensa, de boa qualidade"; enquanto o da Grande Rio é "longo, com a letra um tanto irregular e tendência de arrastamento". O samba do Porto da Pedra foi um dos mais criticado pelos editores do site. Para Weinny Eirado, a obra "possui algumas limitações, mas a abertura e o encerramento são sensacionais".
Fábio Rodrigues, do Jornal Inverta, destacou os sambas da Imperatriz ("samba no estilo clássico sem oba-oba, bem cadenciado, mas com refrões fortes que impulsionam ao canto"); União da Ilha ("Apesar de ser o resultado de uma junção, houve um casamento perfeito entre as duas obras"); Mangueira ("O seu ponto de destaque é a construção melódica, variada e inovadora"); Vila Isabel ("uma melodia que conduz ao canto e uma letra com narrativa perfeita"); e Beija-Flor ("O refrão principal é muito forte e o do meio com um balanço envolvente"). Também foram bem avaliados os sambas do Salgueiro ("pra frente e de fácil leitura"); da Viradouro ("Sua parte melódica é riquíssima") e do Porto da Pedra ("o ponto alto desta composição é sua construção melódica"). Também escreveu que no samba da Grande Rio, "os pontos altos ficam no refrão do meio e na segunda parte"; e no da Tijuca, "a primeira parte até o refrão do meio cumpre de forma bem simples o seu papel. Da segunda parte em diante, cresce em termos de letra e melodia". Entre os destaques negativos foram apontadas as obras de Mocidade ("é uma letra que mais confunde do que esclarece sobre o tema") e Portela ("enredo um tanto quanto confuso, utópico e de gosto duvidoso, que acabou dando em um samba com as mesmas características").

## Desempenho comercial
Do seu lançamento até o período de carnaval, o álbum esteve entre os mais vendidos do Brasil, chegando a ocupar a primeira posição do Top 20 Semanal da Associação Brasileira dos Produtores de Discos (ABPD).
| Semana                       | Posição | Ref.   |
| ---------------------------- | ------- | ------ |
| 23 a 29 de novembro de 2009  | 2       | [ 58 ] |
| 14 a 20 de dezembro de 2009  | 3       | [ 59 ] |
| 4 a 10 de janeiro de 2010    | 2       | [ 60 ] |
| 18 a 24 de janeiro de 2010   | 2       | [ 61 ] |
| 25 a 31 de janeiro de 2010   | 3       | [ 62 ] |
| 1 a 7 de fevereiro de 2010   | 1       | [ 19 ] |
| 15 a 21 de fevereiro de 2010 | 5       | [ 63 ] |
| 22 a 28 de fevereiro de 2010 | 18      | [ 64 ] |

## Os sambas no carnaval

### Premiações
O samba da Imperatriz foi o mais premiado de 2010. Abaixo, as premiações recebidas por cada samba:
- "Brasil de Todos os Deuses" (Imperatriz)

1. Estandarte de Ouro [18]
2. Gato de Prata [67]
3. Plumas & Paetês Cultural [68]
4. Troféu Rádio Manchete [69]

- "Mangueira É Música do Brasil" (Mangueira)

1. Estrela do Carnaval [70][71]
2. Tamborim de Ouro [72]
3. Troféu Tupi Carnaval Total [73][74]

- "Noel: A Presença do Poeta da Vila" (Vila Isabel)

1. Troféu Sambario [75]

## Créditos
Ao processo de elaboração do álbum se atribui os seguintes créditos:
| - Produtor fonográfico: Gravadora Escola de Samba LTDA. (GRAVASAMBA) - Direção artística: Zacarias Siqueira de Oliveira - Produção: Laíla e Mário Jorge Bruno - Apoio à produção: Gleide Mota Trancoso, Genilson Barbosa e Luís Carlos - Coordenação do projeto: Denise Romano - Gravado por: MW Musical (Ao vivo na Cidade do Samba) - Unidade móvel: Spectacle - Monitoração: MZ Áudio - Responsável técnico: Dominique Chalhoub - Assistentes técnicos: Wallace Novais e Diego Alves - Técnico de monitor: Jairo dos Santos - Gravado por: William Luna Jr. e Mário Jorge Bruno - Assistentes de mixagem: Mauro Araújo, Daniel Sorriso, Douglas Silvino e Ricardo Aquino - Coordenação de estúdio: Eusa Alves - Masterizado no Classic Master: por Carlos Freitas - Edição digital: Matias Correa - Making off: Diamante Produart - Câmera: Diamantino - Editor: Leonardo Queiroz - Projeto gráfico: Fabiano Feroli e Alberto Vilar (LA Studio) - Revisão: Luiz Augusto | - Arte da capa: Fabio Oliveira - Foto da capa e da contracapa: Henrique Matos - Arregimentação das escolas de samba: Zacarias Siqueira de Oliveira - Arregimentação, harmonia, percussão e coro: Genilson Barbosa - Arranjo / regência: Alceu Maia (faixas 1, 3, 5, 8, 9 e 10) e Jorge Cardoso (faixas 2, 4, 6, 7, 11 e 12) - Mestres de bateria: Marcão (Salgueiro); Thiago Diogo (Porto da Pedra); Nilo Sérgio (Portela); Ciça (Grande Rio); Jorjão (Viradouro); Casagrande (Unidos da Tijuca); Berreco (Mocidade Independente); Riquinho (União da Ilha); Jaguara Filho (Mangueira); Átila (Vila Isabel); Marcone (Imperatriz); e Rodney (Beija-Flor) - Coro: Kelce Moraes, Zenilda, Marlene, Francineth, Copacabana, Rhychahs, Edneuse Santos, Telma Tavares, Ângela Sol, Stênio, Marcello Furtado, Clóvis Pê, Keilla Santos, Renata Pedroh, Lissandra Oliveira e Bianca Cardoso - Coro da comunidade: Todas as escolas Base - Cavaquinho: Alceu Maia (Giannini Série Signature) e Paulinho Soares "Galeto" (Giannini Série Luthieria) - Violão de sete cordas: Luiz Felipe de Lima e Carlinhos 7 Cordas - Percussão e efeitos: Binho Percussão - Violão de doze cordas, cavacolão, cavaquinho e violão de aço: Marcelo Nami |